# Банші

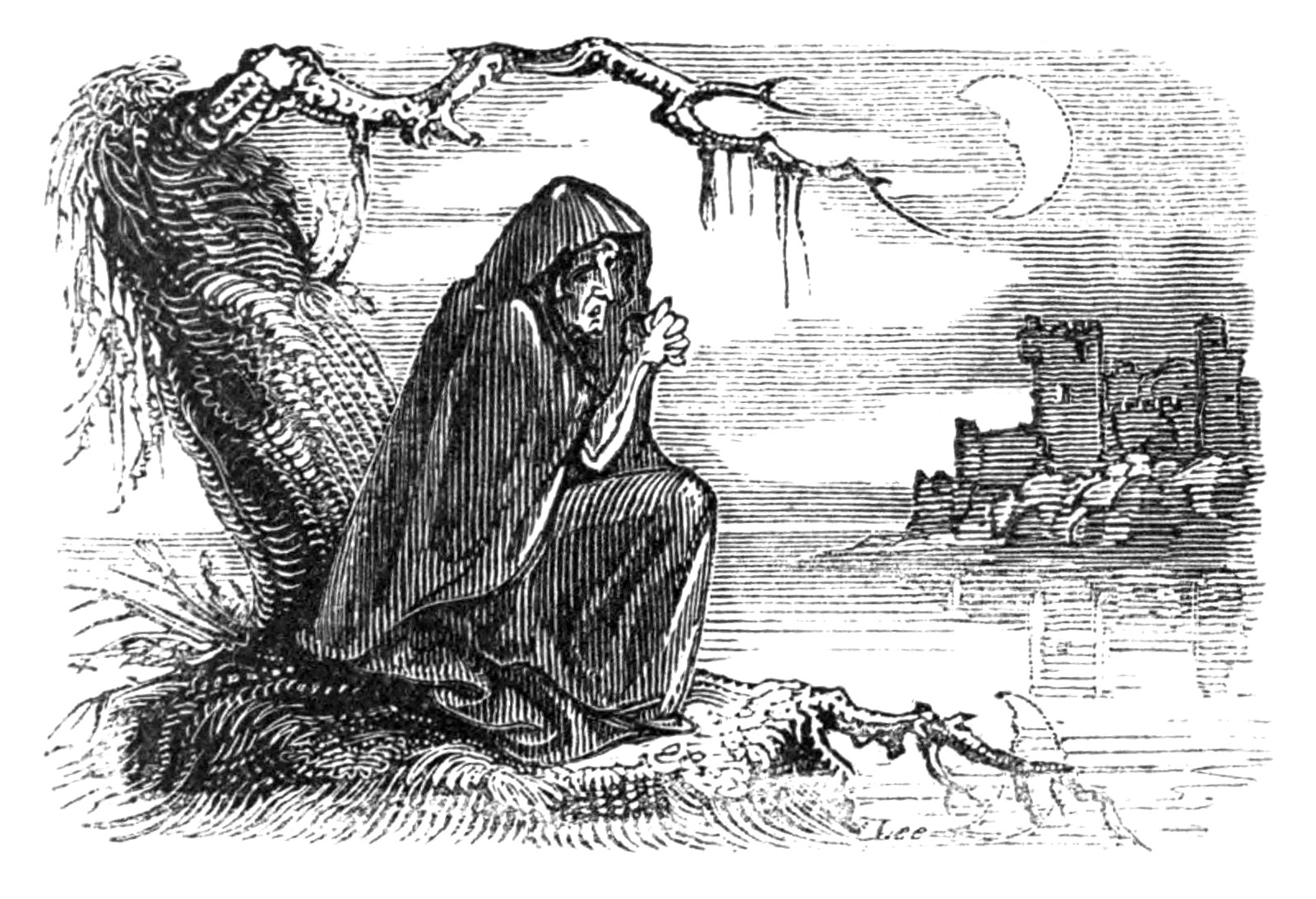
Банші, ілюстрація до «Легенди і традиції південної Ірландії» Томас Крофтон, 1825 р.

Банші (англ. banshee, МФА: [bænʃiː], від ірл. bean sídhe, МФА: [bʲænʃiː], — жінка-сид) — фігура ірландського фольклору, жінка, яка, згідно з повір'ями, з'являється біля будинків приречених на смерть людей і своїми характерними стогонами і плачем оповіщає про їхню смерть.

## Походження образу
Банші, в різних частинах Ірландії, називають по-різному. Загальноприйнятим і повсюдно поширеним ім'ям є ірл. bean sí, що складається з bean — жінка, і sí — Ші, що разом перекладається як жінка з си́дів, з потойбічного світу. Нарівні з загальноприйнятим позначенням у багатьох районах острова для банші є і свої, локальні імена, причому в деяких районах острова до порівняно недавнього часу застосовувалась тільки локальна назва. Так, у графствах Лімерік, Тіпперері і Мейо звичайним є ім'я ірл. an bean chaointe, що дослівно позначає жінку, що плаче, плакальницю. У південно-східній частині Ірландії ім'я банші утворено від ірландського слова badhbh (бадб), що позначає агресивну, страшну і небезпечну жінку. У Середньовіччі в Ірландії ім'ям badhbh часто називали богинь війни. У графствах Леїш, Кілкенні і Тіпперері поширене ім'я boshenta (бошента), похідне від badhbh chaointe. У Вотерфорді банші називають bibe — Байб. У Карлоу, Вексфорд, а також на півдні графств Кілдер і Віклоу поширене ім'я bow — бау.

## Походження образу банші

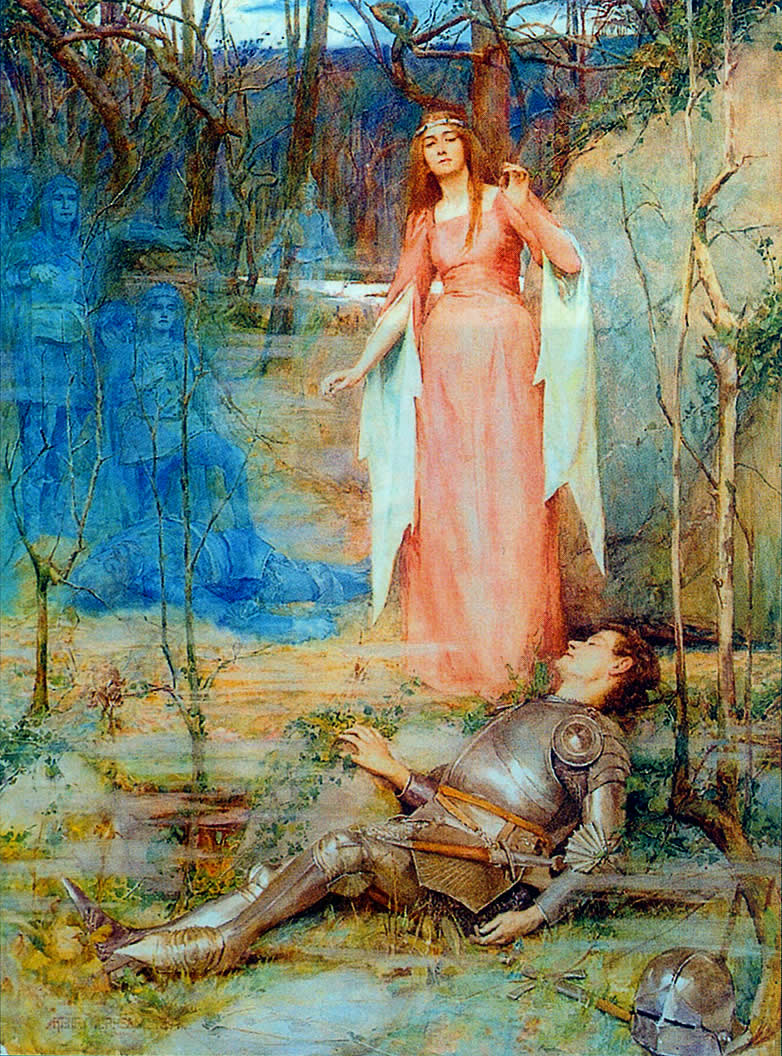
Банші з легенди

Банші, як уважають фахівці з ірландського фольклору, не має прямих аналогів у віруваннях інших народів. Однак у бретонському фольклорі є щось схоже з банші — вісник смерті Анку, також подібні персонажі зустрічаються у валлійській міфології. Це дає підстави припускати, що образ банші походить із давньої кельтської міфології. Патриція Лайсафт, професор Дублінського університету, яка присвятила понад 20 років вивченню образу банші у фольклорі, зазначає, що носії традицій практично не замислюються про походження банші, а сприймають її як даність. Тим не менш, їй удалося сформулювати такі уявлення про походження банші:
Фея
Вельми поширена думка, що банші — щось на зразок феї, фейрі (fairy), таке пояснення зустрічається в деяких літературних творах XIX і початку XX століть. Однак у справжніх народних переказах про банші таке ототожнення дається дуже рідко. В ірландській народній традиції феї — істоти суспільні, живуть співтовариствами і ведуть спосіб життя, схожий з людським. Тоді як банші — самотня істота і всі її стосунки з людськими істотами визначаються її зв'язком зі смертю.
Привид
Більше поширення мають такі версії: банші не що інше, як привид (дух) жінки-плакальниці, тому що оплакування і ридання — одна з її характерних рис. Деякі ірландці вірять, що якщо плакальниці не виконувала свої обов'язки належним чином, то і після смерті вона продовжує оплакувати вмираючих.
Покровителька роду
Одним із центральних аспектів легенд і переказів про банші є уявлення про те, що банші — це дух-покровитель тієї сім'ї, яку вона сповіщає про смерть, тобто між ними є спадковий зв'язок, це може бути також прародителька сім'ї.
За повір'ями, банші є не в усіх ірландців. В усних і літературних джерелах сім'ї, смерть в яких сповіщає банші, позначаються як сім'ї з «О'» і «Мак», тобто вважається, що банші супроводжує істинно ірландські сім'ї. Однак список прізвищ таких сімей набагато ширше, оскільки включає також сім'ї, що походять від вікінгів і англо-норманів, тобто сім'ї, які оселилися в Ірландії до XVII століття.

## Образ
Інколи банші уявляється ірландцям у вигляді молодої гарної жінки з довгим золотистим волоссям. Банші описують також як маленьку бабусю, але знову ж таки з довгим волоссям, білим або сивим (поширений також варіант рудого волосся). Взагалі довге волосся — це така ж відмінна риса банші, як і її крик. Рідше зустрічається опис чорного або темного волосся банші, також як і темного або кольорового одягу, оскільки абсолютно очевидно, що в сутінках або темряві, коли з'являється банші, її простіше побачити саме в білому плащі і з білим, часто сивим, волоссям, що також підтверджує легенду про банші — стару жінку. Що стосується головного убору, то він згадується вкрай рідко, оскільки він був би недоречний, зважаючи на її довге волосся. Оскільки плащ банші в основному доходить до п'ят, взуття також згадується вкрай рідко. Деякі носії традиції вважають, що вона ходить босоніж.

## Легенди про банші
Є історія про те, як якась жінка побачила в своєму вікні банші. Та сиділа ззовні, на кам'яному виступі; в неї було руде волосся, яке здавалося охопленим полум'ям на тлі білої сукні і мертвотно-блідої шкіри. Вона щось монотонно наспівувала, а потім раптом зникла, немов розтанула в повітрі. На ранок з'ясувалося, що у жінки в цю ніч помер брат.
Є також історія про те, як якийсь фермер зустрівся з банші біля мосту. Він побачив, як сидить на поручнях стара, привітався і тільки тоді помітив, що в неї дуже довге волосся, руде з багряним відливом. Стара сиділа, похнюпившись, наче чимось засмучена. Коли вона повернулася до фермера обличчям, у того всередині все завмерло: шкіра бліда, як у трупа, обличчя в плямах, як індиче яйце… Стара випрямилася на повний зріст, і виявилося, що вона втричі вище найвищої людини. Фермер подумки попрощався з життям, але тут стара зробила крок із мосту прямо у воду і зникла. На ранок фермер дізнався, що вночі помер старий сусід, останній у стародавньому роді.